# Ревякин, Николай Михайлович
Никола́й Миха́йлович Ревя́кин (27 июля 1899, Верхний Кукут, Иркутская губерния — 21 августа 1983, Ангарск, Иркутская область) — учитель, краевед, основатель Хужирского краеведческого музея, действительный член Русского географического общества.

## Биография
Родился в деревне Верхний Кукут Иркутской губернии в крестьянской семье. Обучался в церковно-приходской школе. В 1916 году закончил Курумчинское двухклассное училище. В 1917 году поступил в Иркутскую гимназию, где из-за событий, последовавших за Октябрьским переворотом, проучился лишь год и был вынужден вернуться домой в Верхний Кукут.
В конце 1918 года был мобилизован в Сибирскую армию Колчака, откуда через некоторое время дезертировал. Затем был призван в РККА и участвовал в Гражданской войне. В 1922 году был демобилизован.
В 1925—1926 годах занимался ликвидацией неграмотности в Оекском районе. В 1928 году был назначен заведующим Куртунской начальной школы в Ольхонском районе. Здесь Николай Михайлович активно участвует в организации кресткомов, создании колхоза и ведёт борьбу против кулачества. Также занимается организаторской и просветительской работой на селе, руководит художественной самодеятельностью, принимает участие в проведении революционных праздников.

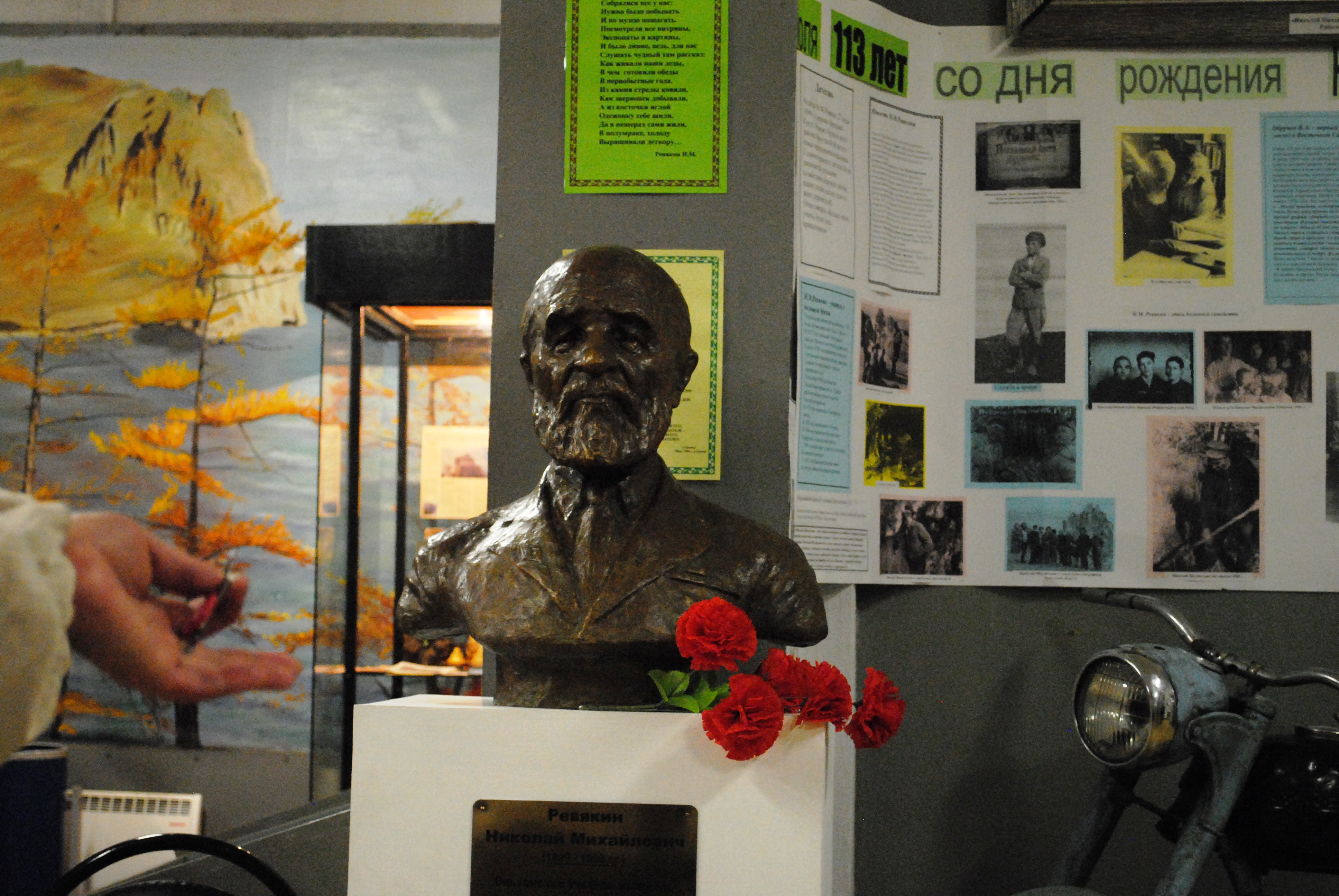
Бюст Н. М. Ревякина при входе в музей. 2012 г.

В 1937 году был переведён в районный центр — село Еланцы, для работы в районном отделе народного образования. Был назначен инспектором школ Ольхонского района. Позже работал завучем, директором, учителем географии и биологии в различных школах района.
В феврале 1942 года был призван в действующую армию, прошёл переподготовку в учебном центре, расположенном в Мальте́, был зачислен в состав 580-го сапёрного батальона. В ноябре 1944 года был демобилизован.

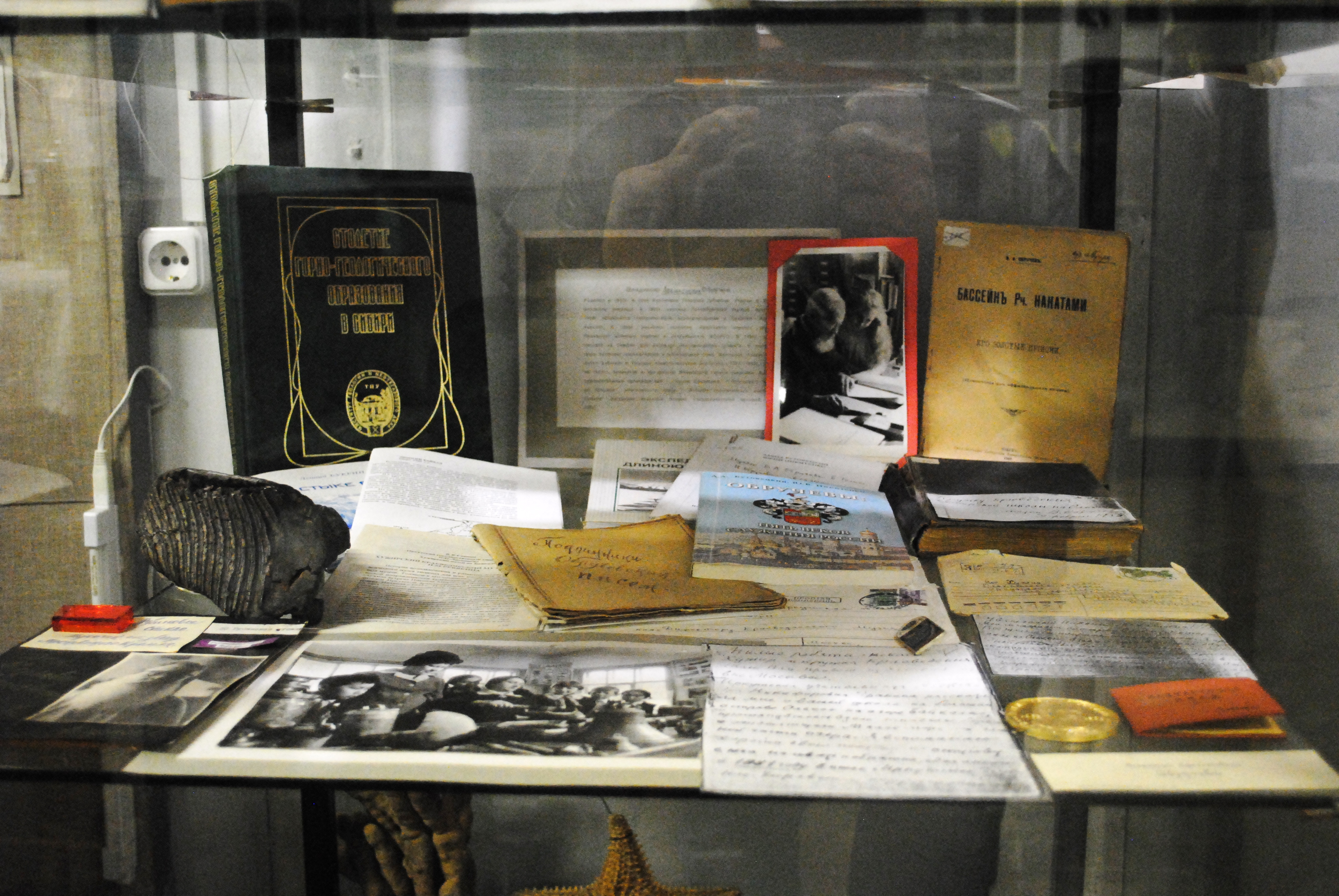
Музейный стенд с письмами В. А. Обручева. 2012 г.

В 1944 году был назначен директором и учителем Хужирской семилетней школы. Переехал в Хужир, где работал в школе до ухода на пенсию.

## Краеведческий музей
В начале 50-х годов в Хужирской средней школе создал краеведческий кружок. Его многолетняя работа, впоследствии, стала основой для создания Краеведческого музея.
Учащимися под его руководством было найдено больше 20 стоянок людей эпохи неолита, открыт реликтовый ельник в районе самой высокой горы острова — Жимы, собран большой этнографический материал. В 1959 году, когда ушёл на пенсию, он стал особенно плотно заниматься краеведением, что привело к расширению музея. В это время велась переписка с видными учеными — академиком В. А. Обручевым, профессором Ф. Ф. Талызиным. Ревякин принимал участие в научных экспедициях академика А. П. Окладникова.

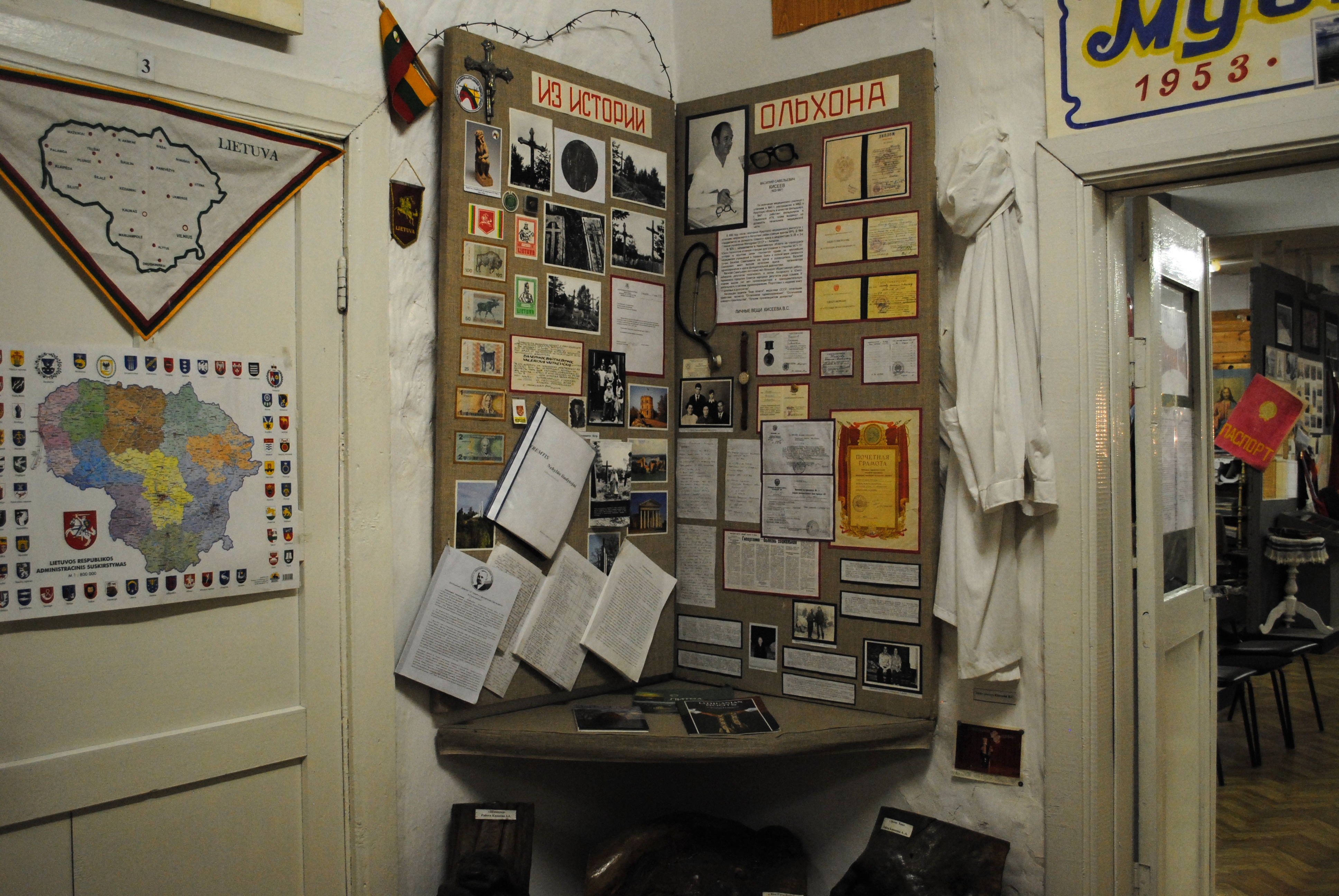
Стенд литовских спецпереселенцев на Ольхоне. 2012 г.

Музей располагает коллекцией более чем 5 тысяч предметов. Представлены различные предметы бурятского быта, коллекции горных пород и минералов, флоры, фауны, предметов религиозного культа, дающих представления о шаманизме и шаманских обычаях. Имеются материалы, подробно рассказывающие о бурятской традиции кремировать умерших.
Также представлены документы, посвящённые жизни на острове спецпереселенцев из числа репрессированных жителей Литвы, Западной Украины, Белоруссии, Польши и др.
Первоначально, по предложению Н. М. Ревякина, Хужирскому краеведческому музею было присвоено имя В. А. Обручева. Однако после смерти Ревякина музей стал носить его имя.
Директором Хужирского краеведческого музея долгое время была дочь Ревякина — Капитолина Николаевна Литвинова. Затем директором стала внучка Юлия Степановна Мушинская.
Ревякин неоднократно избирался депутатом Хужирского поселкового Совета народных депутатов. Был награждён шестью медалями, ведомственным знаком «Отличник народного просвещения», имел звание «Ветеран труда».
Свои последние годы провёл в Ангарске, где жил у младшей дочери и где ему больше подходил климат. Умер 21 августа 1983 года. В соответствии с завещанием, был похоронен в Хужире.